# Boļeslavs Sloskāns
Boleslavs Sloskans (in lettone: Boļeslavs Sloskāns; Sterniene, 31 agosto 1893 – Bruxelles, 18 aprile 1981) è stato un vescovo cattolico lettone.

## Biografia
Monsignor Boļeslavs Sloskāns nacque a Sterniene il 31 agosto 1893 da Bernard, contadino e poi poliziotto, e Cecilia Sloskansy.

### Formazione e ministero sacerdotale
Nel 1904 terminò gli studi primari alla scuola parrocchiale di Varakļāni. Nel 1909 si iscrisse al liceo. Nel 1911 fu ammesso al seminario teologico di San Pietroburgo. Nel 1916 si diplomò e fu tra gli studenti più abili. Proseguì gli studi all'Accademia teologica cattolica romana di San Pietroburgo che dovette interrompere nel 1918 a causa della chiusura della scuola.
Il 21 gennaio 1917 fu ordinato presbitero nella cattedrale di San Pietro da monsignor Jan Feliks Cieplak, vescovo ausiliare di Mahilëŭ. Dopo la chiusura dell'Accademia avrebbe dovuto trasferirsi in Lettonia come previsto in precedenza ma a causa della carenza di sacerdoti a Pietrogrado al tempo della Rivoluzione rimase in quella città fino al 1926. Rinunciò persino alla cittadinanza lettone per poter rimanere in Russia dopo l'indipendenza del suo paese.
Negli anni fu vicario parrocchiale della parrocchia di Santa Caterina a Pietrogrado e in servizio presso chiese di Schliselburg, Petrozavodsk, Kronstadt, Abramov dal 1918 al 1923; parroco della parrocchia di San Stanislao dal 1923 e dal 1924; parroco della parrocchia dei Santi Pietro e Paolo a Mosca dal 1924 al 1925; parroco della parrocchia di Santa Barbara a Vicebsk dal 1925 al 1926 e parroco della parrocchia di Santa Caterina a Leningrado dal 1926.
Nel 1922 l'Armata Rossa vinse la guerra civile russa. Presto iniziarono le persecuzioni delle comunità cristiane, ortodosse o di altro tipo. La piccola gerarchia cattolica fu completamente distrutta e privata dei suoi vescovi, dopo che i processi farsa organizzati nel marzo del 1923 da Grigorij Evseevič Zinov'ev e Nikolaj Vasil'evič Krylenko portarono alla detenzione di Jan Cieplak, Konstanty Budkiewicz, Leonid Ivanovič Fëdorov e altri chierici di alto grado. Tuttavia, nello stesso anno, padre Neveu invò un memorandum al commissario per gli affari esteri dell'Ucraina Christian Georgievič Rakovskij, sostenendo l'istituzione di legami diplomatici tra la Russia bolscevica e la Santa Sede per tutelare gli interessi dei fedeli.
Preoccupato per questa situazione, papa Pio XI mandò in Unione Sovietica il gesuita Michel d'Herbigny che, passando per Berlino, fu segretamente consacrato vescovo dal nunzio apostolico Eugenio Pacelli. La missione di monsignor d'Herbigny era entrare con qualsiasi pretesto in Russia e consacrare diversi vescovi e amministratori apostolici per ricostituire una gerarchia cattolica, anche se clandestina.

### Ministero episcopale
Il 5 maggio 1926 papa Pio XI lo nominò vescovo titolare di Cillio. Ricevette l'ordinazione episcopale il 10 dello stesso mese nella chiesa di San Luigi dei Francesi a Mosca dal vescovo Michel d'Herbigny. Il 13 agosto successivo venne nominato amministratore apostolico di Mahilëŭ e Minsk.
Lavorò senza paura nell'amministrazione della sua diocesi ma fu arrestato il 16 settembre 1927 con l'accusa di aver diffuso documenti segreti a scopo antirivoluzionario. Viene rinchiuso nella prigione di Minsk e poi trasferito a Mosca. Il 13 gennaio 1928 fu condannato a tre anni di gulag da scontare al lager SLON sulle Isole Soloveckie. Il 7 settembre 1928, su indicazione del esarca Leonid Ivanovič Fëdorov ordinò segretamente nel lager due candidati al sacerdozio. Nel 1930 più di una trentina di sacerdoti che si trovavano alle Isole Soloveckie vennero trasferiti all'isola centrale Isola Anzerskij, dove vigeva un maggior rigore. Liberato il 3 ottobre 1930, poté ritornare a Mahilëŭ per pochi giorni perché venne nuovamente arrestato e condannato al confino per tre anni da scontare nella Siberia Occidentale. Benché la condanna fosse al confino, in realtà il vescovo finì nel lager di Irkutsk. Dopo numerose proteste fu liberato dal lager l'8 novembre 1931 per entrare nella prigione di Irkutsk. Chiarita la situazione fu condannato al confino nella Siberia Orientale. Visse a Turuchansk dove lavorava come pescatore. In quegli anni ai genitori scrisse:
Nella biografia del vescovo, sulla prigionia si legge
Durante gli anni di prigionia, la Chiesa cattolica lettone, la Santa Sede e il governo lettone chiesero la liberazione di Sloskāns. La Santa Sede aveva riconosciuto pubblicamente le ordinazioni episcopali dei vescovi Sloskāns e Malecki nel 1929, quando entrambi erano nelle carceri sovietiche. Alla fine fu scambiato con una spia sovietica arrestata in Lettonia e il 22 gennaio 1933 il vescovo ritornò in patria. Il 26 marzo di quell'anno, su invito del papa, monsignor Sloskāns arrivò nella Città del Vaticano. Papa Pio XI lo nominò assistente al Soglio Pontificio in riconoscimento del duro trattamento che aveva subito durante l'incarcerazione. Ritornò in patria nel 1934.
Al suo ritorno in Lettonia, servì come vescovo cooperatore nell'arcidiocesi di Riga. Monsignor Antonijs Springovičs lo nominò professore al seminario spirituale di Riga. Insegnò teologia morale, ascetismo e teologia dogmatica. Durante l'occupazione tedesca operò ad Aglonama. L'8 ottobre 1944 fu arrestato dalla Gestapo e inviato in un campo di prigionia a Schneidemühl, da dove fu rilasciato dopo l'intervento dei vescovi tedeschi.
Alla fine della guerra visse inizialmente in Baviera. Il 6 dicembre 1946 Sloskāns e il suo segretario Jānis Gaspar arrivarono in Belgio e si stabilirono a Skilde, vicino ad Anversa. Istituì un seminario per candidati al sacerdozio lettoni. I suoi studenti potevano continuare i loro studi con il sostegno del vescovo all'Università Cattolica di Lovanio. La maggior parte dei seminaristi provenivano dal campo di detenzione di Cedel-Gem. Tra i suoi alunni vi furono: monsignor Antons Smelters; monsignor Antons Justs, vescovo di Jelgava dal 1995 al 2011; e monsignor Ārvaldis Andrejs Brumanis, vescovo di Liepāja dal 1995 al 2001.
Monsignor Sloskāns svolse il suo ministero sia in Belgio che all'estero, nonostante le sue precarie condizioni di salute. Nel 1952 papa Pio XII lo nominò visitatore apostolico dei bielorussi e russi in esilio. L'anno successivo ricevette anche l'incarico di seguire la pastorale dei lettoni ed estoni che vivevano in esilio. Prese parte attiva ai congressi "Kirche in Not", raccontando della sua Lettonia e visitò frequentemente Roma. L'8 aprile 1961 papa Giovanni XXIII lo nominò consultore della commissione conciliare preparatoria per le Chiese orientali. Partecipò al Concilio Vaticano II.
Dall'agosto del 1951 visse nell'abbazia di Keizersberg, vicino a Lovanio. Il 31 agosto 1973 celebrò l'80º anniversario dell'abbazia con la benedizione di papa Paolo VI. L'8 maggio 1976 festeggiò il cinquantesimo anniversario di ordinazione episcopale con il cardinale Léon-Joseph Suenens, arcivescovo di Malines-Bruxelles; monsignor Heinrich Maria Janssen, vescovo di Hildesheim; monsignor Robert-Joseph Mathen, vescovo di Namur e di monsignor Čėslaŭ Sipovič, visitatore apostolico per i fedeli della Chiesa greco-cattolica bielorussa della diaspora.
Nell'autunno del 1979, la salute del vescovo peggiorò, quindi si trasferì alla Casa di recupero "Emmaus" a cinque chilometri dall'abbazia.
Morì a Bruxelles il 18 aprile 1981 all'età di 87 anni per un infarto. Le esequie si tennero il 25 aprile nella chiesa di Beeters a Kezersberg e furono presiedute da monsignor Godfried Danneels, arcivescovo di Malines-Bruxelles. Vista la santità della vita del vescovo, il servizio non fu celebrato in nero, ma con gli ornamenti bianchi della Pasqua. Fu sepolto nella cripta dell'abbazia di Keizersberg. Dopo che la Lettonia riacquistò l'indipendenza, fu deciso di rimpatriare la salma di monsignor Sloskans. Il 25 e 26 settembre 1993 si tenne un servizio d'addio a Lovanio e il 30 settembre la salma del vescovo fu portata a Riga dove fu esposta per dieci giorni nella cattedrale di San Giacomo a Riga. Il 10 ottobre fu sepolto nella cripta della basilica dell'Assunta ad Aglona.
Gli sono intitolate una via a Riga e il ginnasio cattolico di Tornakalns.

## Processo di beatificazione
Nell'aprile del 2000, su iniziativa dell'episcopato lettone, venne avviato il processo di beatificazione del vescovo Sloskāns. L'8 novembre 2004, al termine dell'esame della biografia ufficiale del vescovo, tutti i membri della commissione teologica che seguivano il suo caso votarono per riconoscere la vita e le opere del vescovo come virtuosi. Il 20 dicembre di quell'anno papa Giovanni Paolo II ricevette in udienza privata il cardinale José Saraiva Martins, prefetto della Congregazione delle cause dei santi, e lo autorizzò a promulgare il decreto riguardante le virtù eroiche del Servo di Dio Boleslao Sloskans. In quel momento ottenne il titolo di Venerabile.

## Genealogia episcopale
La genealogia episcopale è:
- Cardinale Scipione Rebiba
- Cardinale Giulio Antonio Santori
- Cardinale Girolamo Bernerio, O.P.
- Arcivescovo Galeazzo Sanvitale
- Cardinale Ludovico Ludovisi
- Cardinale Luigi Caetani
- Cardinale Ulderico Carpegna
- Cardinale Paluzzo Paluzzi Altieri degli Albertoni
- Papa Benedetto XIII
- Papa Benedetto XIV
- Papa Clemente XIII
- Cardinale Marcantonio Colonna
- Cardinale Giacinto Sigismondo Gerdil, B.
- Cardinale Giulio Maria della Somaglia
- Cardinale Carlo Odescalchi, S.I.
- Cardinale Costantino Patrizi Naro
- Cardinale Lucido Maria Parocchi
- Papa Pio X
- Papa Benedetto XV
- Papa Pio XII
- Vescovo Michel d'Herbigny, S.I.
- Vescovo Boļeslavs Sloskāns